# العلاقات الدنماركية البنينية
العلاقات الدنماركية البنينية هي العلاقات الثنائية التي تجمع بين الدنمارك وبنين.

## مقارنة بين البلدين
هذه مقارنة عامة ومرجعية للدولتين:
| وجه المقارنة                                              | الدنمارك                                                     | بنين            |
| --------------------------------------------------------- | ------------------------------------------------------------ | --------------- |
| المساحة (كم2)                                             | 42.92 ألف                                                    | 114.76 ألف      |
| عدد السكان (نسمة)                                         | 5.79 مليون                                                   | 11.18 مليون     |
| الكثافة السكانية (ن./كم²)                                 | 134.9                                                        | 97.42           |
| العاصمة                                                   | كوبنهاغن                                                     | بورتو نوفو      |
| اللغة الرسمية                                             | اللغة الدنماركية                                             | لغة فرنسية      |
| العملة                                                    | كرونة دنماركية                                               | فرنك غرب أفريقي |
| الناتج المحلي الإجمالي (بليون دولار)                      | 324.87 مليار                                                 | 9.27 مليار      |
| الناتج المحلي الإجمالي (تعادل القوة الشرائية) بليون دولار | 278.61 مليار                                                 | 22.38 مليار     |
| الناتج المحلي الإجمالي الاسمي للفرد دولار أمريكي          | 51.99 ألف                                                    | 762             |
| الناتج المحلي الإجمالي للفرد دولار أمريكي                 | 45.54 ألف                                                    | 2.03 ألف        |
| مؤشر التنمية البشرية                                      | 0.900                                                        | 0.480           |
| رمز المكالمات الدولي                                      | +45                                                          | +229            |
| رمز الإنترنت                                              | .dk                                                          | .bj             |
| المنطقة الزمنية                                           | توقيت وسط أوروبا، ت ع م+02:00، ت ع م+01:00، أوروبا/كوبنهاجن ‏ | ت ع م+01:00     |

## منظمات دولية مشتركة
يشترك البلدان في عضوية مجموعة من المنظمات الدولية، منها:
| علم المنظمة | اسم المنظمة                               | تاريخ انضمام الدنمارك | تاريخ انضمام بنين |
| ----------- | ----------------------------------------- | --------------------- | ----------------- |
|             | وكالة ضمان الاستثمار متعدد الأطراف        | 12 أبريل 1988         | 26 سبتمبر 1994    |
|             | البنك الإفريقي للتنمية                    | ?                     | ?                 |
|             | منظمة الشرطة الجنائية الدولية             | ?                     | ?                 |
|             | منظمة حظر الأسلحة الكيميائية              | ?                     | ?                 |
|             | منظمة التجارة العالمية                    | 1995                  | ?                 |
|             | البنك الدولي للإنشاء والتعمير             | 30 نوفمبر 1960        | 10 يوليو 1963     |
|             | الأمم المتحدة                             | 24 أكتوبر 1945        | 20 سبتمبر 1960    |
|             | مؤسسة التمويل الدولية                     | 20 يوليو 1956         | 5 فبراير 1987     |
|             | يونسكو                                    | 4 نوفمبر 1946         | 18 أكتوبر 1960    |
|             | مؤسسة التنمية الدولية                     | 30 نوفمبر 1960        | 16 سبتمبر 1963    |
|             | الاتحاد البريدي العالمي                   | ?                     | ?                 |
|             | المركز الدولي لتسوية المنازعات الاستشارية | 24 مايو 1968          | 14 أكتوبر 1966    |
|             | الاتحاد الدولي للاتصالات                  | 1866                  | 1961              |

## وصلات خارجية
- موقع وزارة الخارجية الدنماركية
- موقع وزارة الخارجية البنينية